# بسته ابزارهای گوگل

بسته ابزار های گوگل

Google Closure Tools مجموعه‌ای از ابزارها برای توسعه دهندگان برای ساخت برنامه‌های غنی وبی با استفاده از جاوااسکریپت است.

این ابزار توسط گوگل برای استفاده در برنامه‌های وبی خود نظیر Gmail، GoogleMap ساخته شد.